# Lu Alone
Luciana Alone Jacobi (nascida em 28 de fevereiro de 1993)  é uma cantora e compositora brasileira. Sua carreira começou na música gospel com Diante do Trono . Em 2010, lançou seu primeiro álbum, Lu Alone. Em 2011, apareceu no filme americano Destiny Road.

## Biografia
Filha de Branca e Ian Alone, aos quatro anos foi convidada para cantar no coral infanto juvenil da Igreja da Lagoinha, onde participou das gravações do Diante do Trono.
Sua família inicialmente lançou suass músicas de forma independente através do YouTube e MySpace. Através Musificando> —uma competição musical do MySpace — ela conheceu o produtor britânico Stuart Epps, que a convidou para gravar um álbum na Inglaterra, mas Alone recusou por orientação de seu pai. Quando estava gravando um CD demo, foi apresentada a um representante da Som Livre. Seu primeiro álbum, Lu Alone, foi gravado em 2010 com o produtor Rubens di Souza e lançado no dia 9 de março.
Um reality show homônimo começou a ser exibido no Multishow em maio. O programa acompanhou a cantora, desde a gravação até o lançamento do álbum. Ainda em maio, Lu Alone abriu o show de Demi Lovato em São Paulo, na Via Funchal. O single "Not The Right Day" teve cerca de 600 mil downloads no Brasil. Ela apareceu no filme americano Destiny Road de 2011, onde interpreta Lucy, a melhor amiga de Elizabeth (Zoe Myers). Gravou um álbum no Rio de Janeiro lançado em 2012 que trazia canções em português. O primeiro single, "Tudo Pra Mim", foi lançado em 1º de setembro de 2011. Cinco dias depois, ela apareceu com as cinco finalistas incluindo Ivete Sangalo e Paula Fernandes, no Prêmio Multishow, mas perdeu. Sua aparição fez com que #LuAlone entrasse nos trending topics globais do Twitter, de São Paulo e Rio de Janeiro.
Em 2012, participou do Confrajovem da Igreja da Lagoinha, onde disse estar de volta ao gospel, deixando a música secular para se dedicar à comunidade cristã. Lu faz parte do movimento evangélico Escolhi Esperar. Em setembro de 2013, ela se matriculou no Instituto Cristo para as Nações (CFNI) em Dallas. No Dia dos Namorados, Lu Alone lançou um single especial chamado "À Moda Antiga".
Durante junho e julho de 2014, foi convidada a participar da turnê europeia do Diante do Trono. Em agosto participou como coralista da gravação de Deus Reina do Diante do Trono em parceria com a Gateway Worship. Em abril de 2015, cantou no desfile da estilista Patrícia Motta.
Em 2020, estrelou em Quando o Sol Se Põe, o primeiro filme cristão brasileiro a estar na Netflix.

## Filmografia
| Year | Title               | Role   | Notes              |
| ---- | ------------------- | ------ | ------------------ |
| 2012 | Destiny Road        | Jenny  | Filme de televisão |
| 2017 | Quando o Sol se Põe | Olívia | Filme de televisão |

| Ano  | Título                                          | Papel                     | Notas                          |
| ---- | ----------------------------------------------- | ------------------------- | ------------------------------ |
| 2001 | Crianças Diante do Trono                        | Ela mesma                 | Série Crianças Diante do Trono |
| 2003 | Crianças Diante do Trono: Amigo de Deus         | Ela mesma                 | Série Crianças Diante do Trono |
| 2008 | Crianças Diante do Trono: Para Adorar ao Senhor | Ela mesma                 | Série Crianças Diante do Trono |
| 2010 | Lu Sozinho - Reality Show                       | Ela mesma / Apresentadora | Série multishow                |

## Discografia

### Álbuns
| Ano  | Detalhes do álbum                                                | Posições de pico | Posições de pico |
| Ano  | Detalhes do álbum                                                | BRA HOT 30       | BRA ABPD         |
| ---- | ---------------------------------------------------------------- | ---------------- | ---------------- |
| 2010 | Lu Alone - Lançado: 9 de março de 2010 - Gravadora: Som Livre    | 23               | 10               |
| 2012 | Amor Acima de Tudo - Lançado: 2012 - Gravadora: Música Universal | 26               | 13               |

### Singles
| Título             | Ano  | Peak chart positions | Album              |
| Título             | Ano  | BRA                  | Album              |
| ------------------ | ---- | -------------------- | ------------------ |
| Postcard           | 2010 | 34                   | Lu Alone           |
| Not The Right Day  | 2010 | 10                   | Lu Alone           |
| Baby Where Are You | 2010 | 12                   | Lu Alone           |
| Tudo Pra Mim       | 2011 | 10                   | Amor Acima De Tudo |
| Eu e Você          | 2011 | 29                   | Amor Acima De Tudo |
| À Moda Antiga      | 2014 | —                    | non-album single   |

### Outras músicas
| Título                     | Ano  | Posições de pico nas paradas | Álbum      |
| Título                     | Ano  | BRA                          | Álbum      |
| -------------------------- | ---- | ---------------------------- | ---------- |
| "Eu não sou uma garotinha" | 2010 | 35                           | Lu Sozinho |